# Anyang (Zuid-Korea)
Anyang (Hangul: 안양시) is een stad in de Zuid-Koreaanse provincie Gyeonggi. Bij de volkstelling van 2020 had de stad 542.366 inwoners. Anyang is een satellietstad van de hoofdstad Seoul en ligt hier circa 21 km vandaan. De stad is met Seoul verbonden via de Metro van Seoul.

## Geboren
- Cha Min-kyu (16 maart 1993), schaatser
- Kim Min-seok (14 juni 1999), schaatser
- Hwang Dae-heon (5 juli 1999), shorttracker

## Partnersteden
Anyang heeft met verschillende steden een stedenband, namelijk:
- Komaki, Japan, sinds 17 april 1987
- Hampton, Verenigde Staten, sinds 16 juni 1989
- Garden Grove, Verenigde Staten, sinds 26 juni 1989
- Weifang, Volksrepubliek China, sinds 7 mei 1995
- Oelan-Oede, Rusland, sinds 23 juli 1997
- Naucalpan, Mexico, sinds 17 september 1997
- Sorocaba, Brazilië, sinds 19 september 1997
- Tokorozawa, Japan, sinds 17 april 1998

Steden:
Ansan · Anseong · Anyang · Bucheon · Dongducheon · Gimpo · Goyang · Gunpo · Guri · Gwacheon · Gwangju · Gwangmyeong · Hanam · Hwaseong · Icheon · Namyangju · Osan · Paju · Pocheon · Pyeongtaek · Seongnam · Siheung · Suwon (hoofdstad) · Uijeongbu · Uiwang · Yangju · Yeoju · Yongin
Districten:
Gapyeong · Yangpyeong · Yeoncheon